# روبرت إي. ريتش جونيور
روبرت إي. ريتش جونيور (بالإنجليزية: Robert E. Rich, Jr.)‏ هو شخصية أعمال أمريكي، ولد في 25 يناير 1941.